# Герб Клайпеды
Герб Клайпеды (лит. Klaipėdos herbas) — официальный символ города Клайпеда, административного центра Клайпедского уезда Литвы. Используется также в качестве герба городского муниципалитета. Автор современного герба — Кястутис Мицкявичюс.

## Описание
В червленом поле золотая зубчатая мурованная стена с тремя башнями, центральная больше. Вокруг башен 4 пятиугольные звездочки. Под стеной корпус корабля.— 

## Символизм
По мнению большинства историков и геральдистов, на гербе изображен Мемельский замок. Существует также версия, что две деревянные башни — это навигационные маяки, символизирующие порт Мемель. Лодка является символом значительного транспортного центра и судоходства, а звезды чаще интерпретируются как указатели для кораблей.

## История
Герб города на протяжении его исторического развития практически не менялся. Старейшее изображение герба Мемеля, дошедшее до нашего времени, выполнено на городской печати 1619 года.
На одном из клайпедских домов XVIII века сохранилось рельефное изображение герба Мемеля в овальном щите, с нашлемником в виде мальчика.
Изображение зубчатой стены с тремя башнями и лодкой но без звезд, использовалось на городской печати 1900 года и гербе Мемеля 1918 года.
В советское время герб Клайпеды впервые апробирован Республиканской геральдической комиссией в 1969 году. Автором воспроизведения герба стал Йонас Стумбрас. Герб повторял исторический символ города, но был выполнен на варяжском щите, позже от него отказались.
Герб города в его современном виде разработан в соответствии с исторической версией Клайпедским центром дизайна и утвержден 1 июля 1992 года.